# Rally de Azores de 2011
El Rally de Azores de 2011 fue la 46.ª edición y la sexta ronda de la temporada 2011 del Intercontinental Rally Challenge. Se celebró entre el 14 y el 16 de junio.

## Itinerario y ganadores
| Día              | Tramo | Hora  | Nombre                 | Distancia | Ganador           | Tiempo    | Veloc. media | Líder rally       |
| ---------------- | ----- | ----- | ---------------------- | --------- | ----------------- | --------- | ------------ | ----------------- |
| Día 1 (14 julio) | SS1   | 16:45 | Lagoa – Marques 1      | 13.06 km  | Andreas Mikkelsen | 8:41.9    | 90.09 km/h   | Andreas Mikkelsen |
| Día 1 (14 julio) | SS2   | 17:24 | Coroa da Mata 1        | 7.50 km   | Bruno Magalhães   | 6:25.3    | 70.08 km/h   | Juho Hänninen     |
| Día 1 (14 julio) | SS3   | 18:00 | Grupo Marques 1        | 2.00 km   | Juho Hänninen     | 1:57.4    | 61.33 km/h   | Juho Hänninen     |
| Día 2 (15 julio) | SS4   | 10:08 | Batalha Golfe 1        | 7.90 km   | Juho Hänninen     | 5:40.2    | 83.60 km/h   | Juho Hänninen     |
| Día 2 (15 julio) | SS5   | 10:43 | Feteiras 1             | 7.47 km   | Cancelado         | Cancelado | Cancelado    | Juho Hänninen     |
| Día 2 (15 julio) | SS6   | 11:08 | Sete Cidades 1         | 18.30 km  | Juho Hänninen     | 13:46.3   | 79.73 km/h   | Juho Hänninen     |
| Día 2 (15 julio) | SS7   | 13:02 | Batalha Golfe 2        | 7.90 km   | Andreas Mikkelsen | 5:32.3    | 85.59 km/h   | Juho Hänninen     |
| Día 2 (15 julio) | SS8   | 13:37 | Feteiras 2             | 7.47 km   | Juho Hänninen     | 5:48.7    | 77.12 km/h   | Juho Hänninen     |
| Día 2 (15 julio) | SS9   | 14:02 | Sete Cidades 2         | 18.30 km  | Cancelado         | Cancelado | Cancelado    | Juho Hänninen     |
| Día 2 (15 julio) | SS10  | 16:02 | Remédios – Água de Pau | 7.15 km   | Andreas Mikkelsen | 4:56.8    | 86.73 km/h   | Juho Hänninen     |
| Día 2 (15 julio) | SS11  | 16:25 | Lagoa – Marques 2      | 13.06 km  | Andreas Mikkelsen | 8:29.6    | 92.26 km/h   | Juho Hänninen     |
| Día 2 (15 julio) | SS12  | 17:04 | Coroa da Mata 2        | 7.50 km   | Andreas Mikkelsen | 6:14.3    | 72.13 km/h   | Juho Hänninen     |
| Día 3 (16 julio) | SS13  | 10:27 | Graminhais 1           | 20.80 km  | Jan Kopecký       | 15:45.0   | 79.24 km/h   | Andreas Mikkelsen |
| Día 3 (16 julio) | SS14  | 11:25 | Tronqueira 1           | 21.94 km  | Juho Hänninen     | 18:33.7   | 70.92 km/h   | Juho Hänninen     |
| Día 3 (16 julio) | SS15  | 12:57 | Grupo Marques 2        | 2.00 km   | Andreas Mikkelsen | 1:59.4    | 60.30 km/h   | Juho Hänninen     |
| Día 3 (16 julio) | SS16  | 15:26 | Graminhais 2           | 20.80 km  | Juho Hänninen     | 15:54.9   | 78.42 km/h   | Juho Hänninen     |
| Día 3 (16 julio) | SS17  | 16:24 | Tronqueira 2           | 21.94 km  | Patrik Sandell    | 18:58.4   | 69.38 km/h   | Juho Hänninen     |

## Clasificación final
| Pos. | Piloto            | Copiloto          | Automóvil                      | Tiempo    | Diferencia | Puntos |
| ---- | ----------------- | ----------------- | ------------------------------ | --------- | ---------- | ------ |
| 1.   | Juho Hänninen     | Mikko Markkula    | Škoda Fabia S2000              | 2:19:03.8 | 0.0        | 25     |
| 2.   | Andreas Mikkelsen | Ola Fløene        | Škoda Fabia S2000              | 2:19:46.1 | 42.3       | 18     |
| 3.   | Jan Kopecký       | Petr Starý        | Škoda Fabia S2000              | 2:20:49.8 | 1:46.0     | 15     |
| 4.   | Bryan Bouffier    | Xavier Panseri    | Peugeot 207 S2000              | 2:22:40.0 | 3:36.2     | 12     |
| 5.   | Patrik Sandell    | Staffan Parmander | Škoda Fabia S2000              | 2:23:37.1 | 4:33.3     | 10     |
| 6.   | Ricardo Moura     | Sancho Eiró       | Mitsubishi Lancer Evolution IX | 2:25:10.8 | 6:07.0     | 8      |
| 7.   | Vítor Lopes       | Hugo Magalhães    | Subaru Impreza WRX STI         | 2:28:55.9 | 9:52.1     | 6      |
| 8.   | Vítor Pascoal     | Luis Ramalho      | Mitsubishi Lancer Evolution X  | 2:31:51.1 | 12:47.3    | 4      |
| 9.   | Sérgio Silva      | Nelson Cordeiro   | Subaru Impreza WRX STI         | 2:33:04.1 | 14:00.3    | 2      |
| 10.  | Paulo Maciel      | Filipe Gouveira   | Citroën Saxo VTS               | 2:37:14.5 | 18:10.7    | 1      |

| Predecesor: Ypres 2011 | IRC 2011 | Sucesor: Zlín 2011 |